# 阿富汗民主妇女组织
阿富汗民主妇女组织（達利語：‎，羅馬化：Sazman-e Zanan-e Dimukratik-e Afghanistan）是阿富汗历史上的一个妇女组织，为阿富汗人民民主党的妇女翼。该组织成立于1965年，创始人是阿娜希塔·拉特布扎德、索拉娅·帕尔利卡、科布拉·阿里、哈米达·谢尔扎伊、莫米娜·巴西尔和贾米莱·凯什特曼德。该组织在阿富汗妇女运动历史上扮演了重要角色。在阿富汗民主共和国时代，它取代妇女福利协会，成为阿富汗妇女运动的主要组织，并作为阿富汗人民民主党政府推行的激进妇女权利政策的发言机构。1986年，穆罕默德·纳吉布拉上台执政，为减少保守派伊斯兰教人士对阿富汗人民民主党政权和妇女权利的反对，他清除了该组织中的马克思主义言论，并将该组织的名称更改为“全阿富汗妇女委员会”；菲鲁扎·瓦尔达克取代拉特布扎德担任该组织主席。1990年，纳吉布拉政府废除该组织，代之以更加非政治性的阿富汗妇女委员会。